# Henry Dorchy
Henry Dorchy, né le 24 janvier 1920 à Tournai (province de Hainaut) et mort le 29 juin 2002 à Bruxelles (région de Bruxelles-Capitale), est un peintre, historien et écrivain belge. En peinture, de l'abstraction à la nouvelle figuration, il développe un style avec des inventions formelles et technologiques et des recherches sur les textures et la lumières.

Il est l'auteur d'une Histoire des Belges qui s'est enrichie au fil de ses sept éditions de 1948 à 1990. Collectionneur de la plus importante collection européenne de moules à chocolat, il écrit deux livres sur l'esthétique et l'historique de ces objets dont l'un publié en trois langues,. Il publie des livres sur l'art,. Un diaporama résume la vie et l'œuvre d'Henry Dorchy.

## Biographie
Henry Dorchy naît à Tournai. Son père, Hubert Dorchy, dessinateur, caricaturiste et créateur d'affiches publicitaires, l'initie très jeune aux arts plastiques.
Il est licencié en philosophie et lettres-histoire en 1942 (ULB et ULg), comme sa femme Irène (née le 12 avril 1920), épousée en 1943 qui l'aidera dans ses recherches historiques, la collection de moules à chocolat et la création de tapis. Ils ont deux enfants. Il est professeur d'histoire, puis préfet à l'Athénée royal de Bruxelles (1945-1978). Il enseignera l'histoire des arts plastiques à l'Institut Supérieur des Arts du Spectacle et des Techniques de diffusion (INSAS) à Bruxelles (1962-1978).

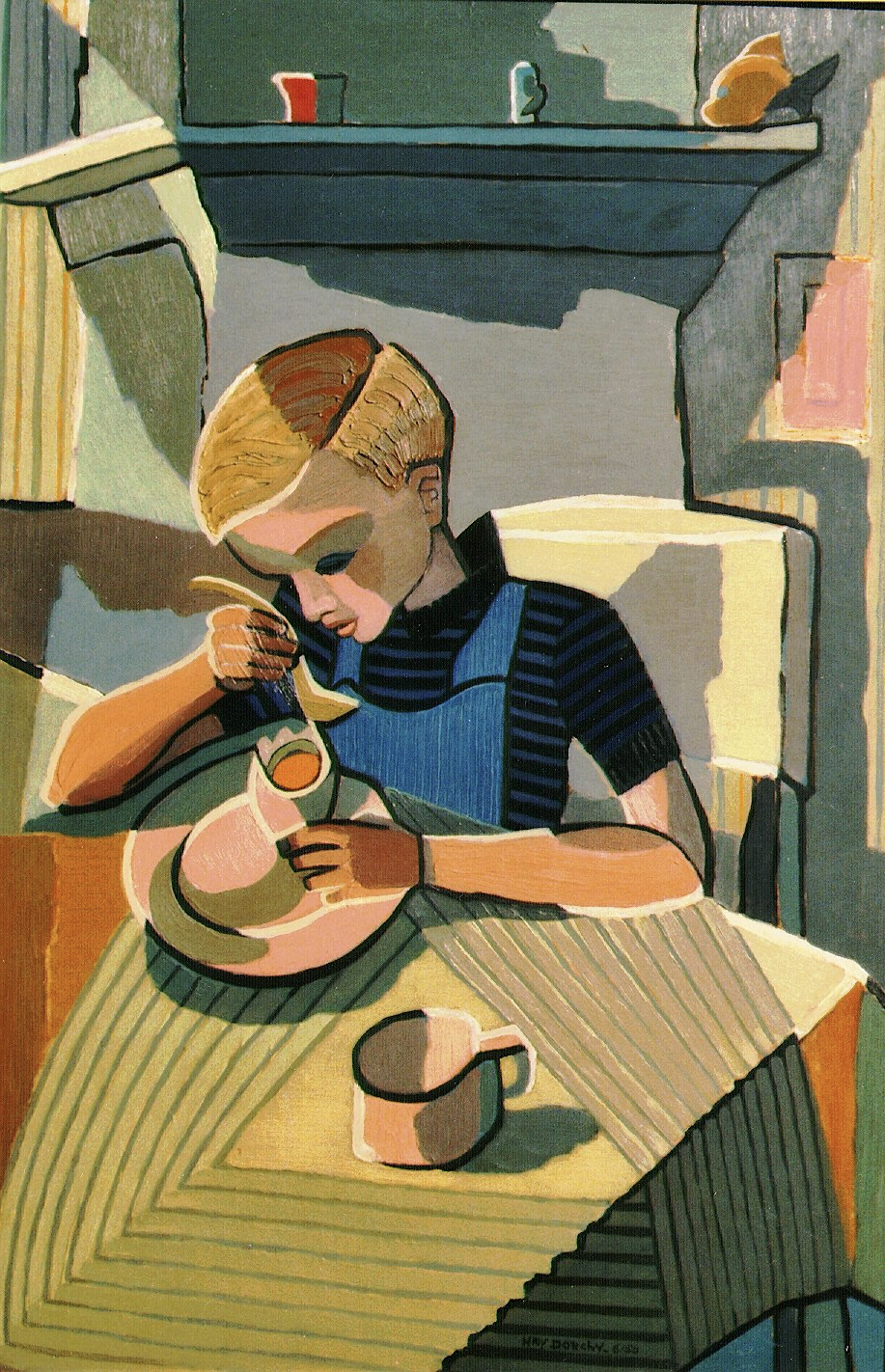
1950. Harry, huile sur panneau

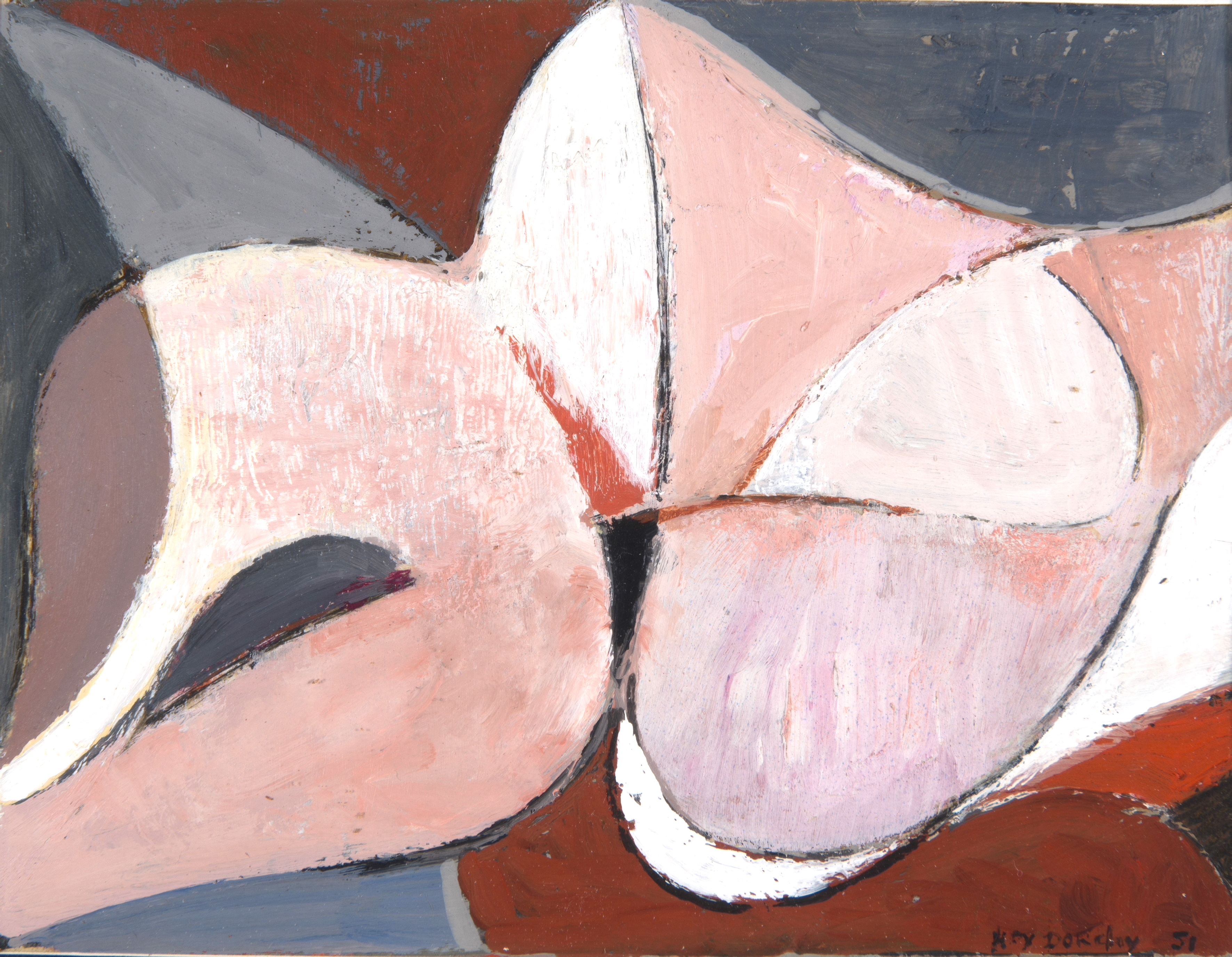
1951. Charnelle, huile sur papier

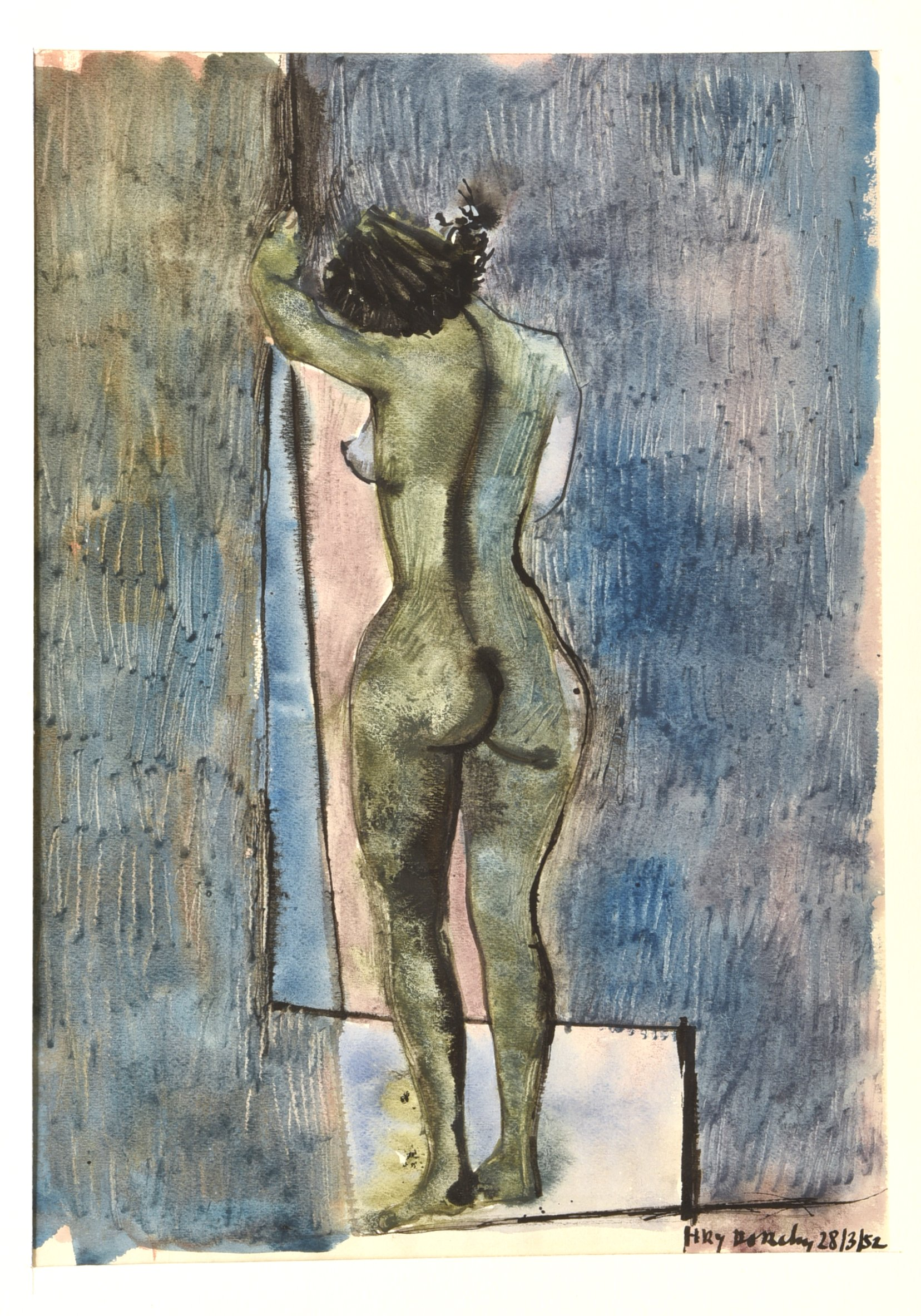
1952. Nu debout, Aquarelle sur papier

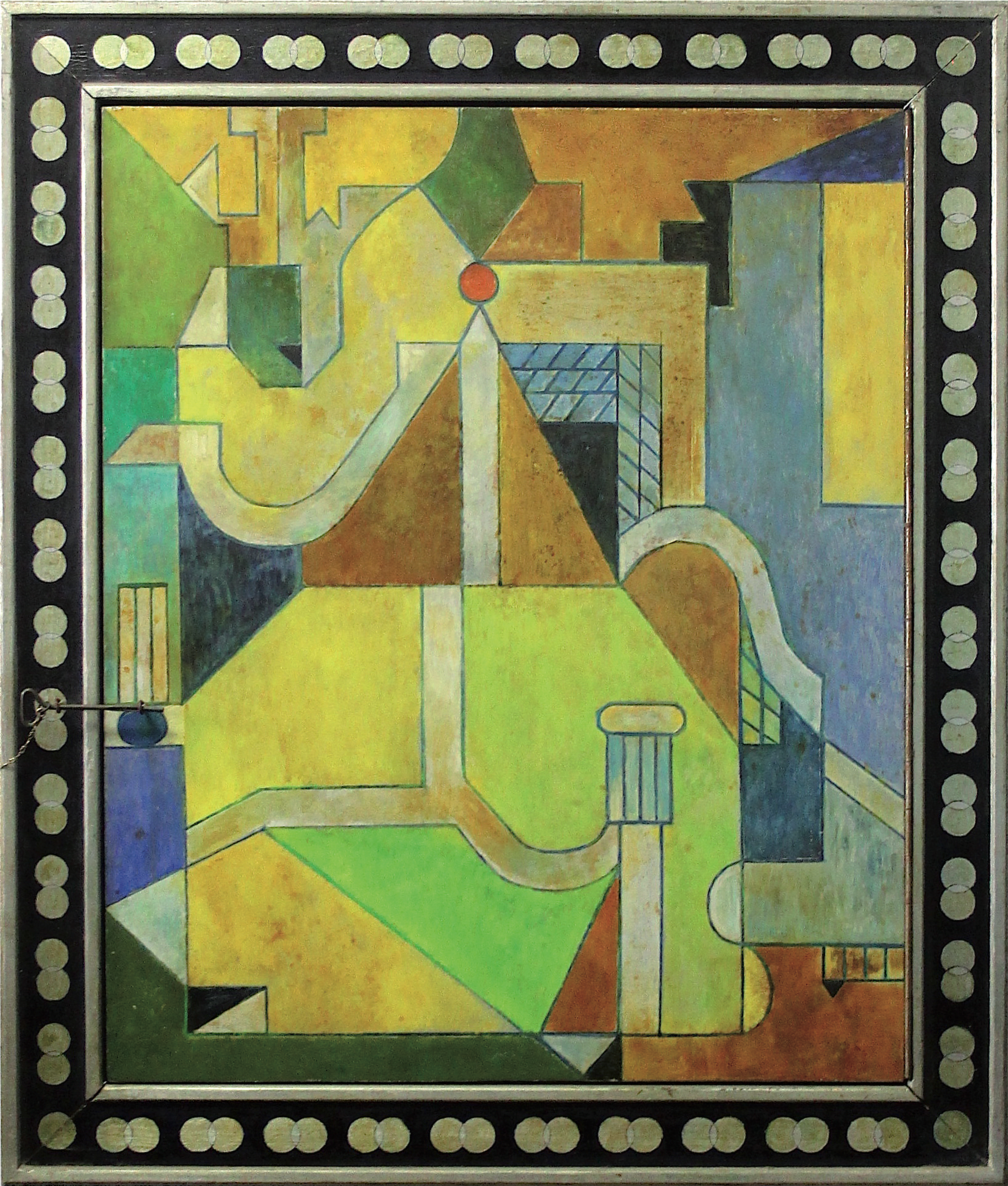
1952. La boîte à sardines fermée, huile sur panneau

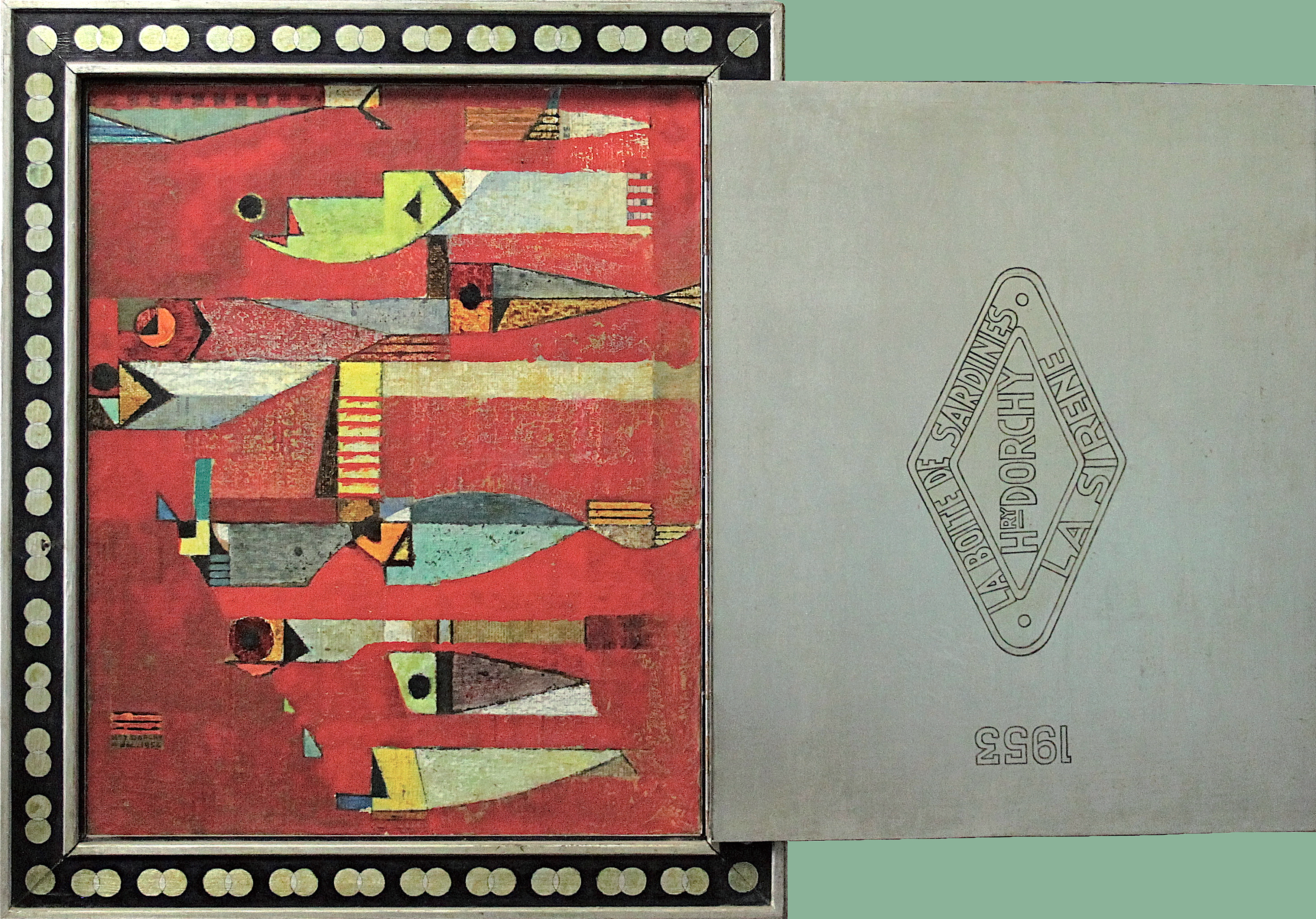
1953. La boîte à sardines ouverte, huile sur panneau

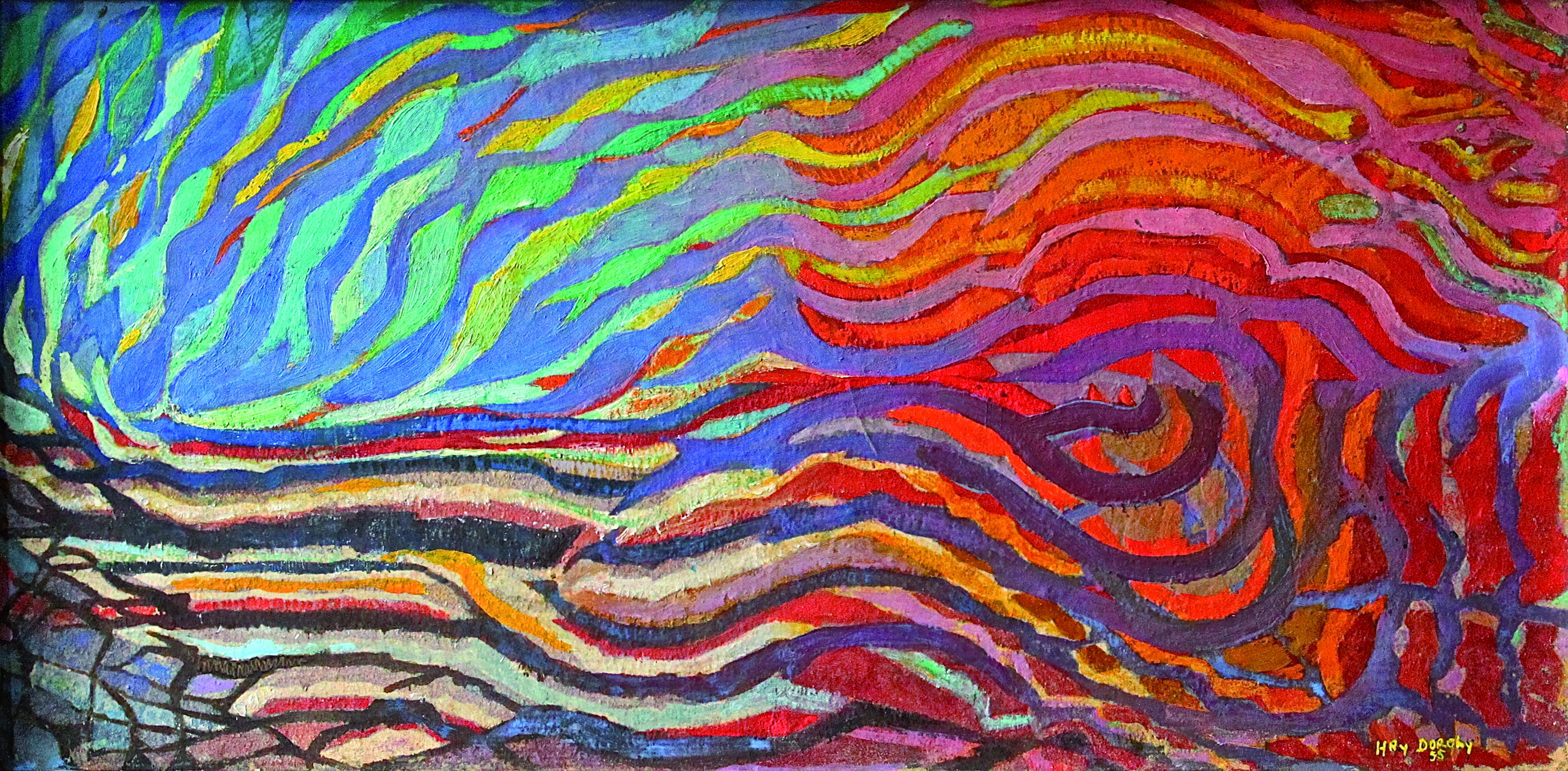
1955. Les quatre saisons, huile sur panneau

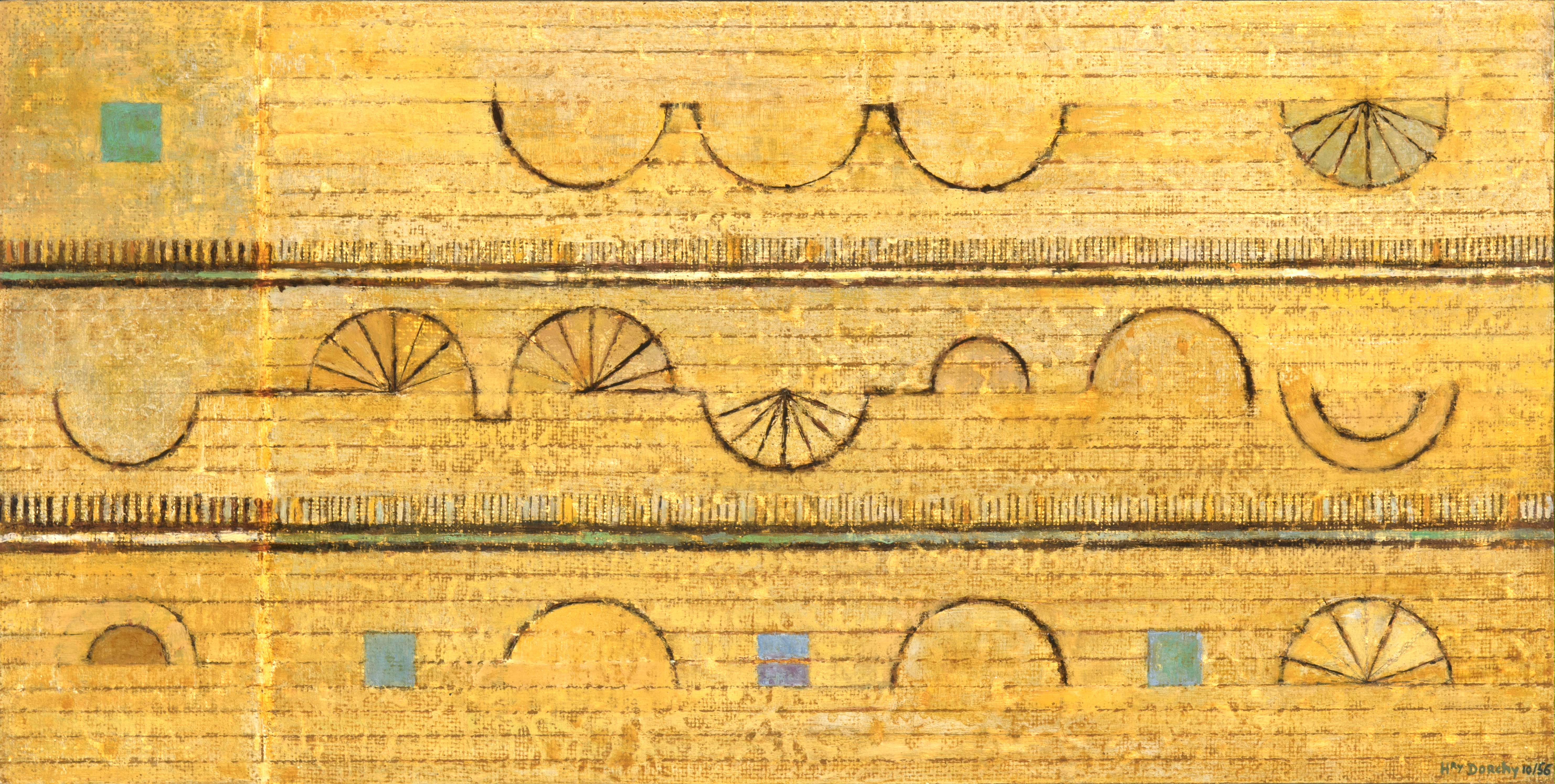
1956. Palazzo fiorentino, huile sur panneau exposée au Musée René Magritte et d'Art Abstrait (Jette-Bruxelles)

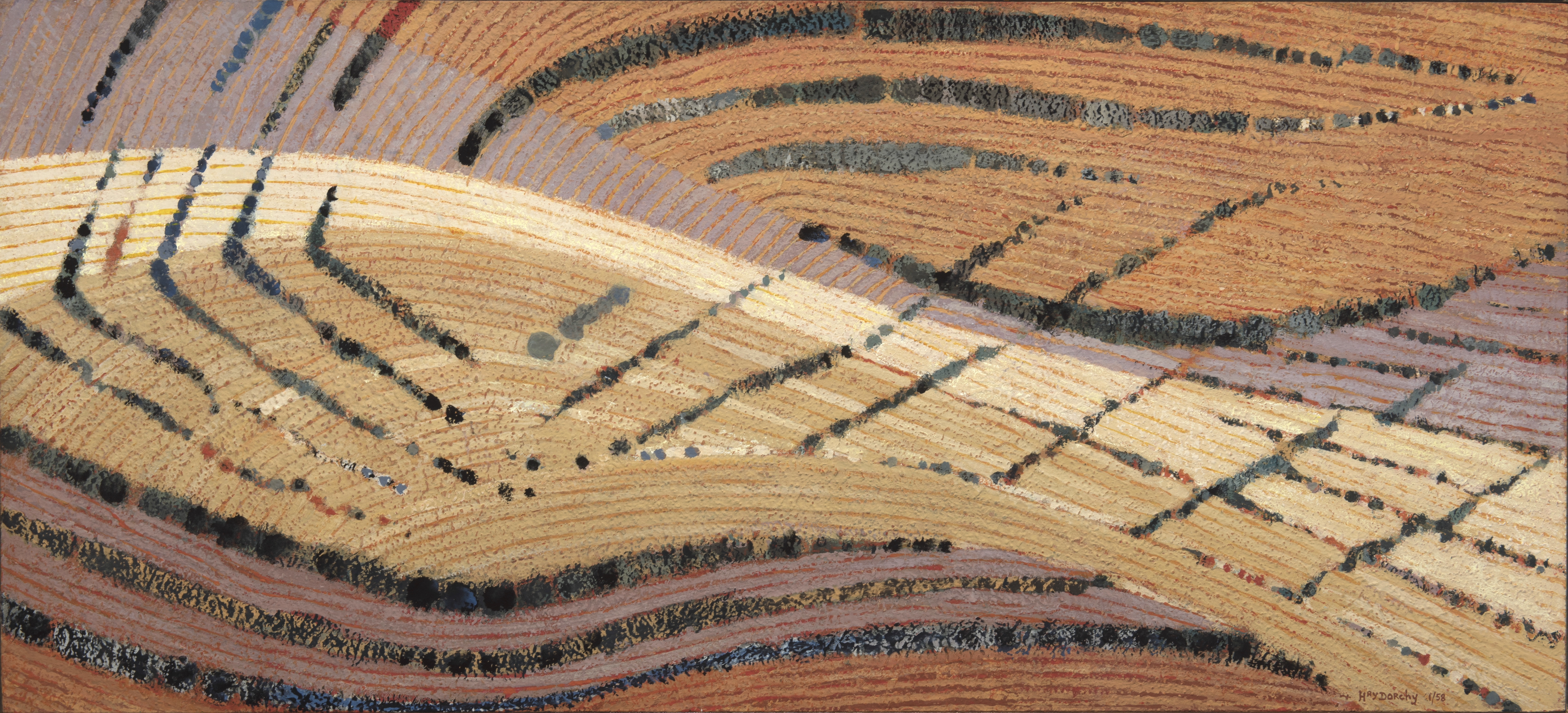
1957. Campagna toscana, latex sur panneau

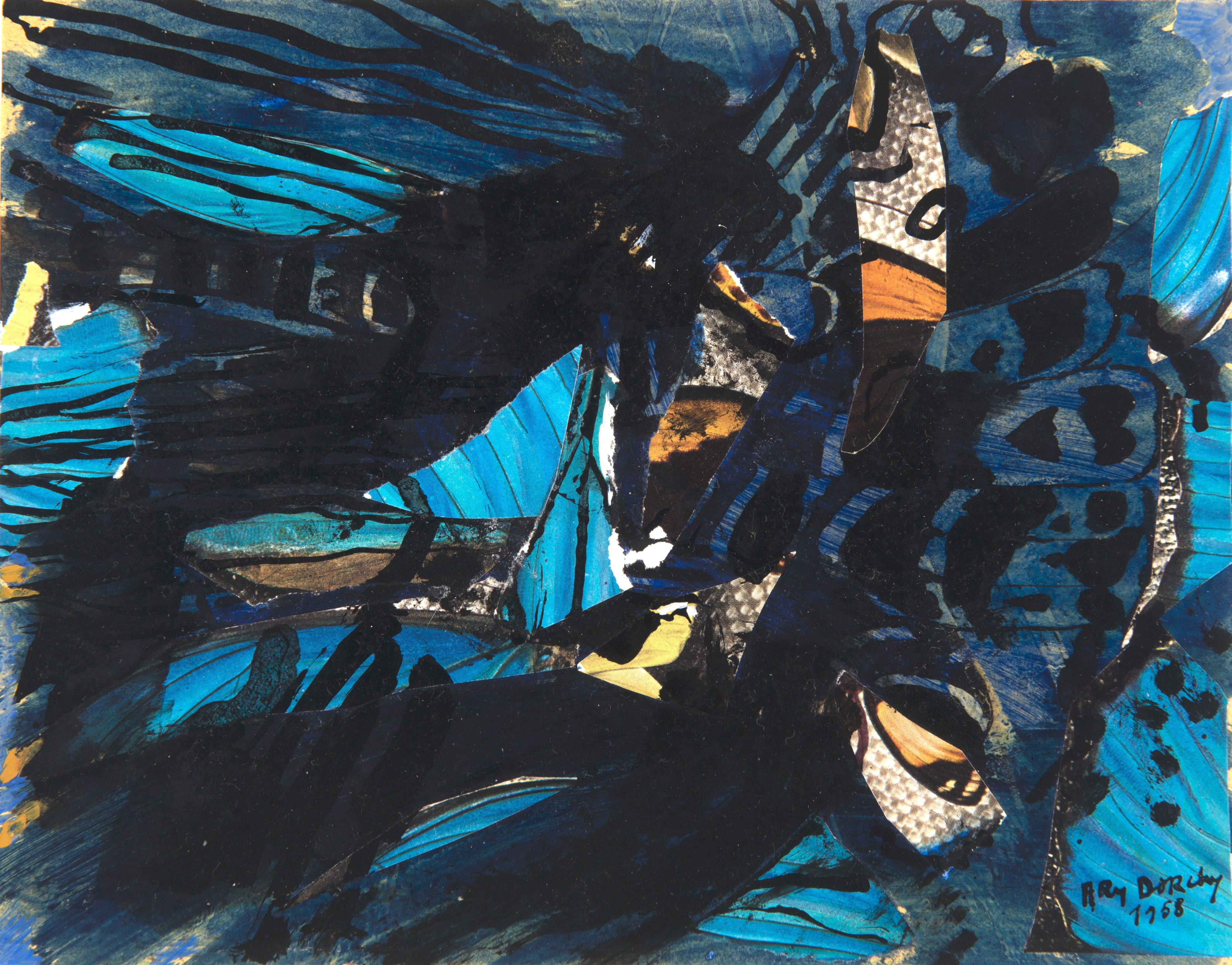
1958. Papillon bleu, aquarelle et collage sur papier aluminium

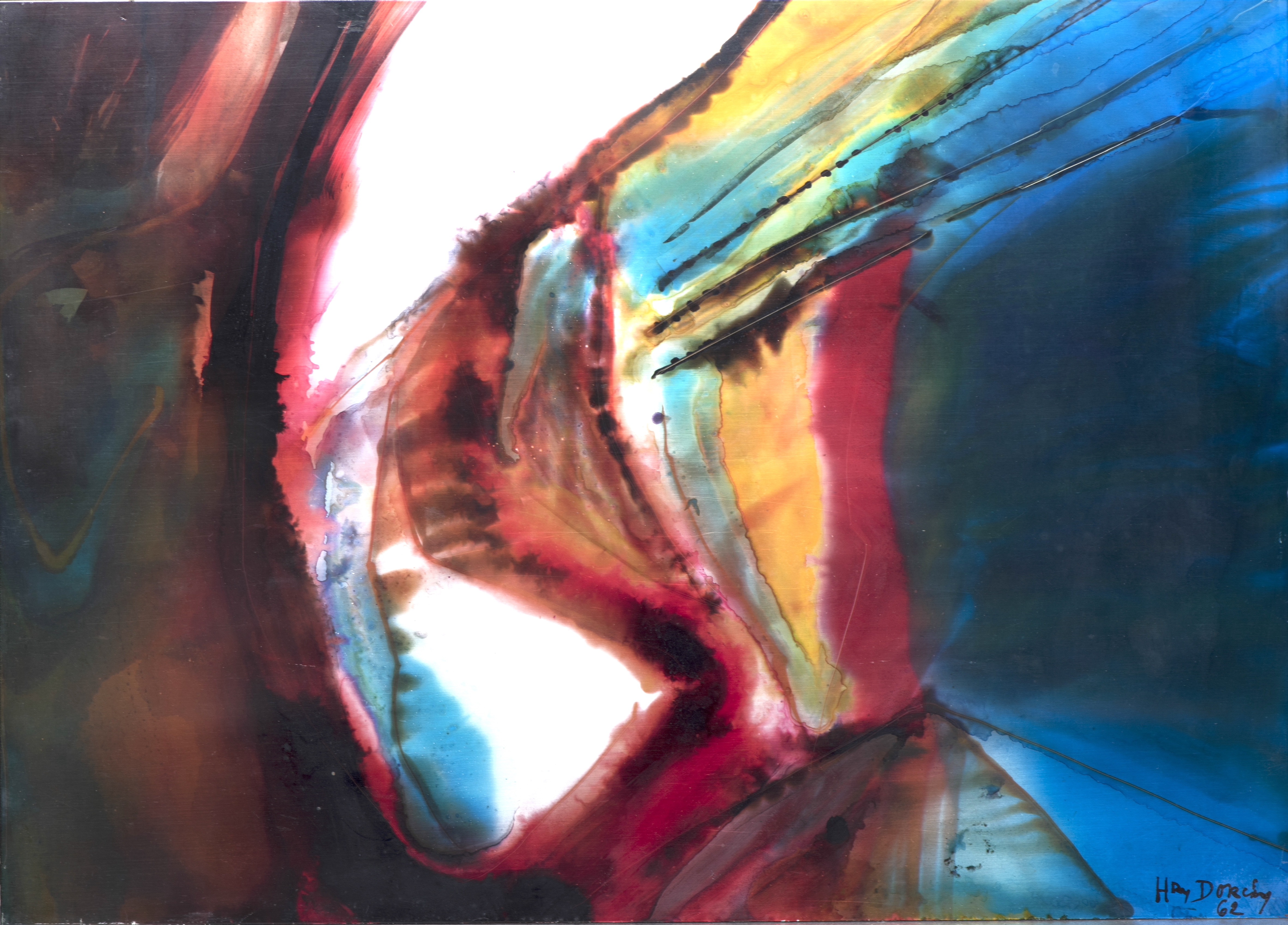
1962. Composition, aluchromie

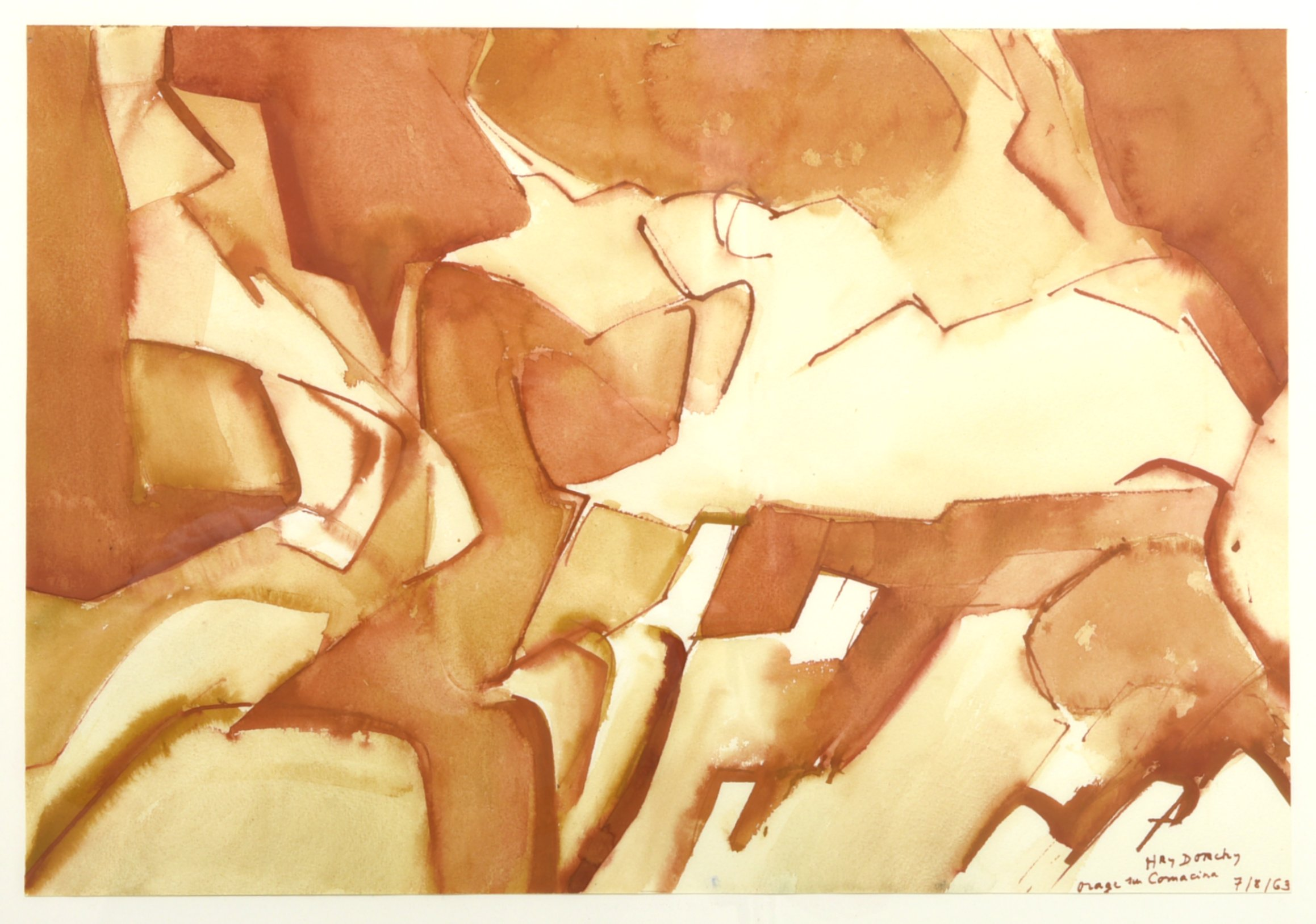
1963. Orage sur Comacina, aquarelle sur papier

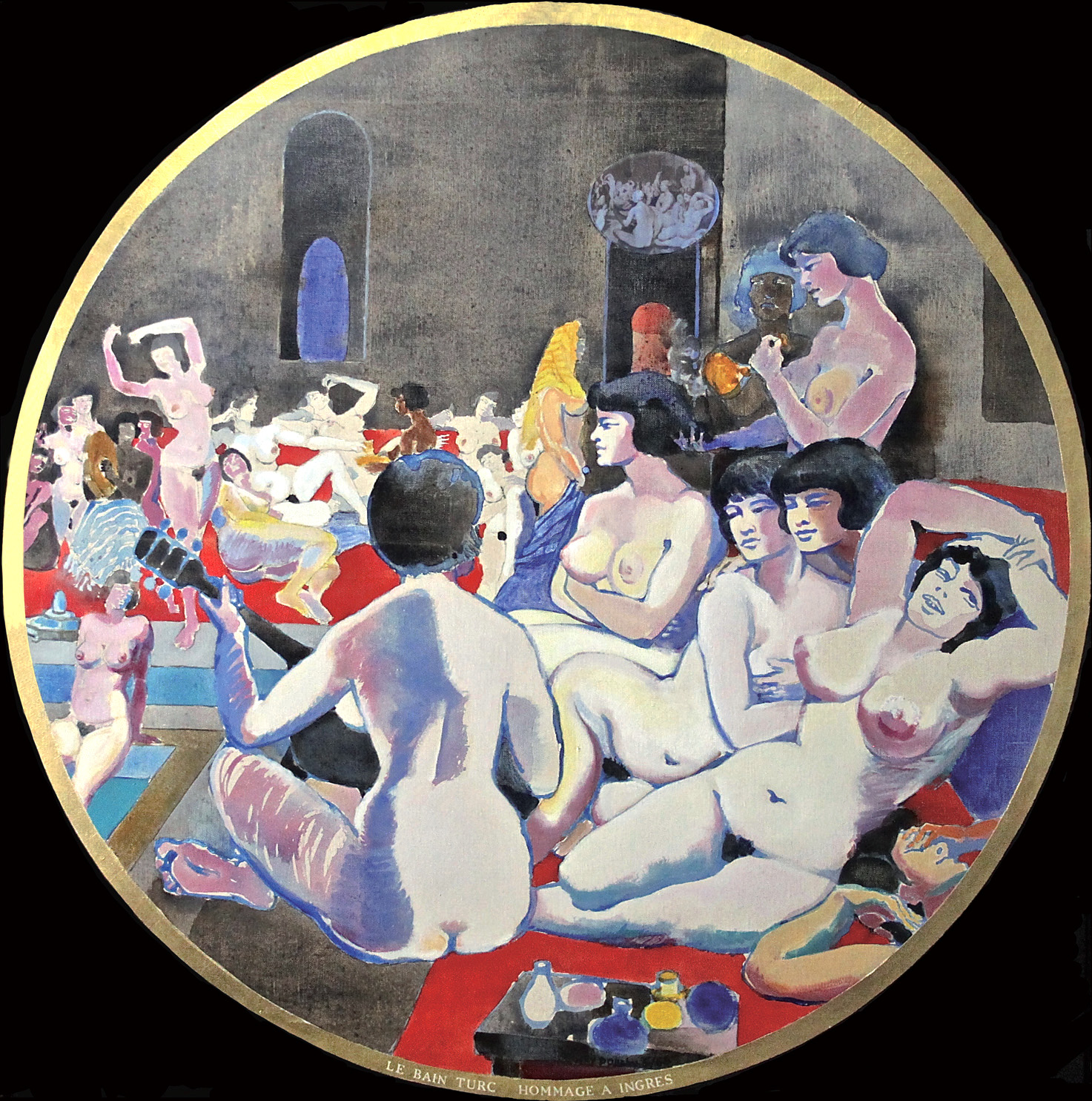
1968. Le bain turc-hommage à Ingres, Acrylique sur toile, a été exposé au musée du Louvre en 1971

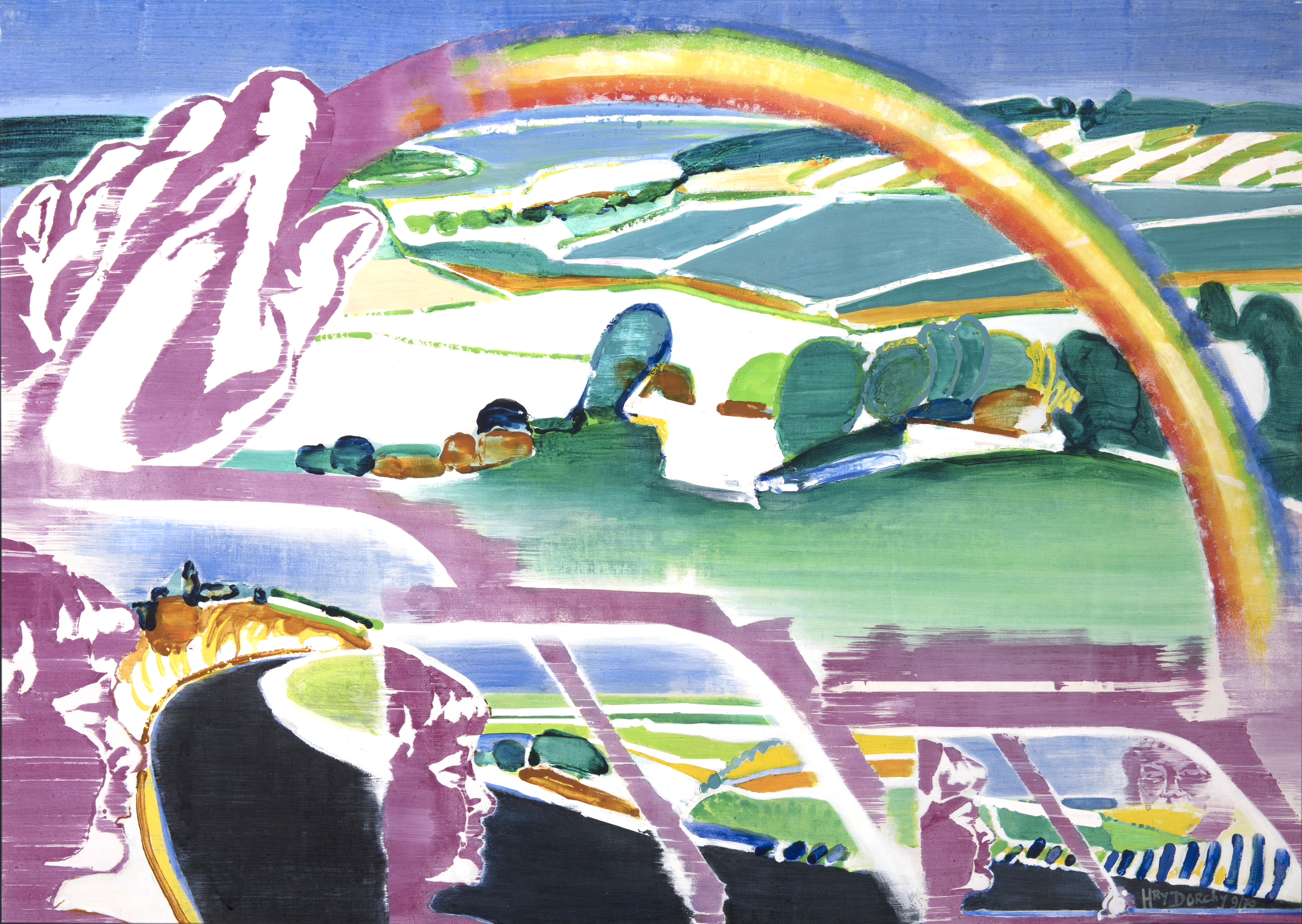
1970. Vacances, Acrylique sur toile

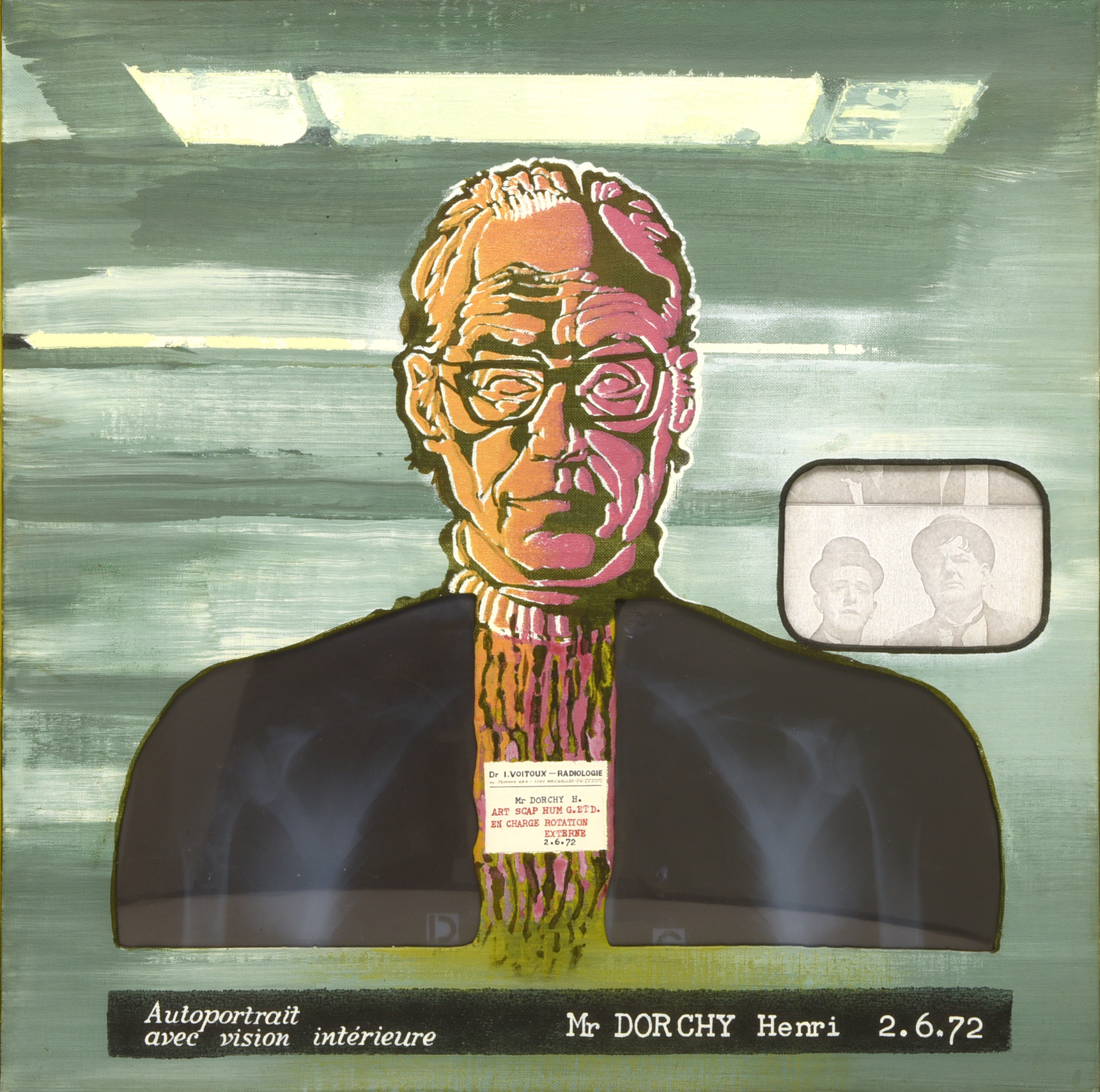
1972, Autoportrait avec vision intérieure, technique mixte

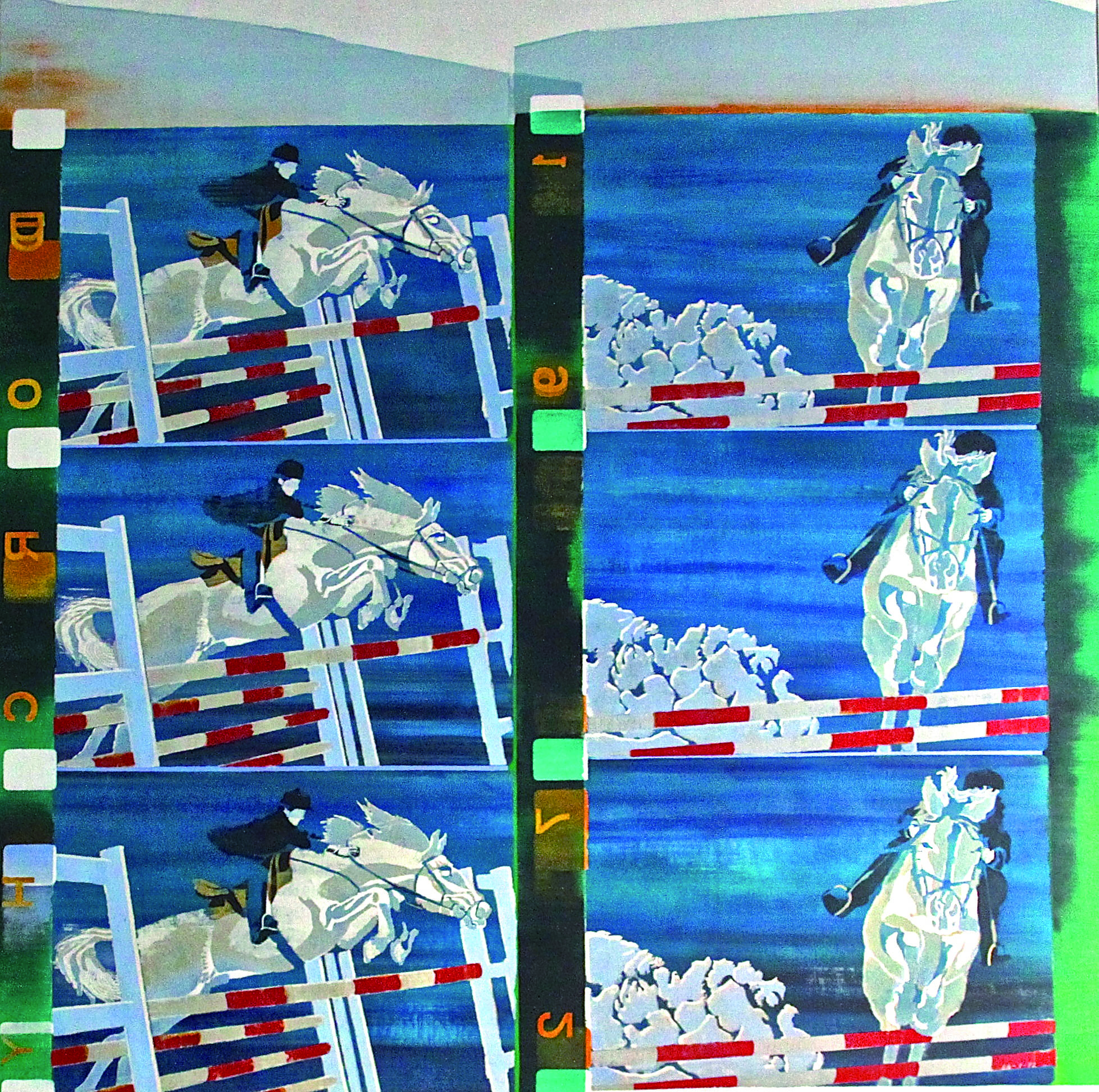
1972. Rushes-Jumping, acrylique sur toile

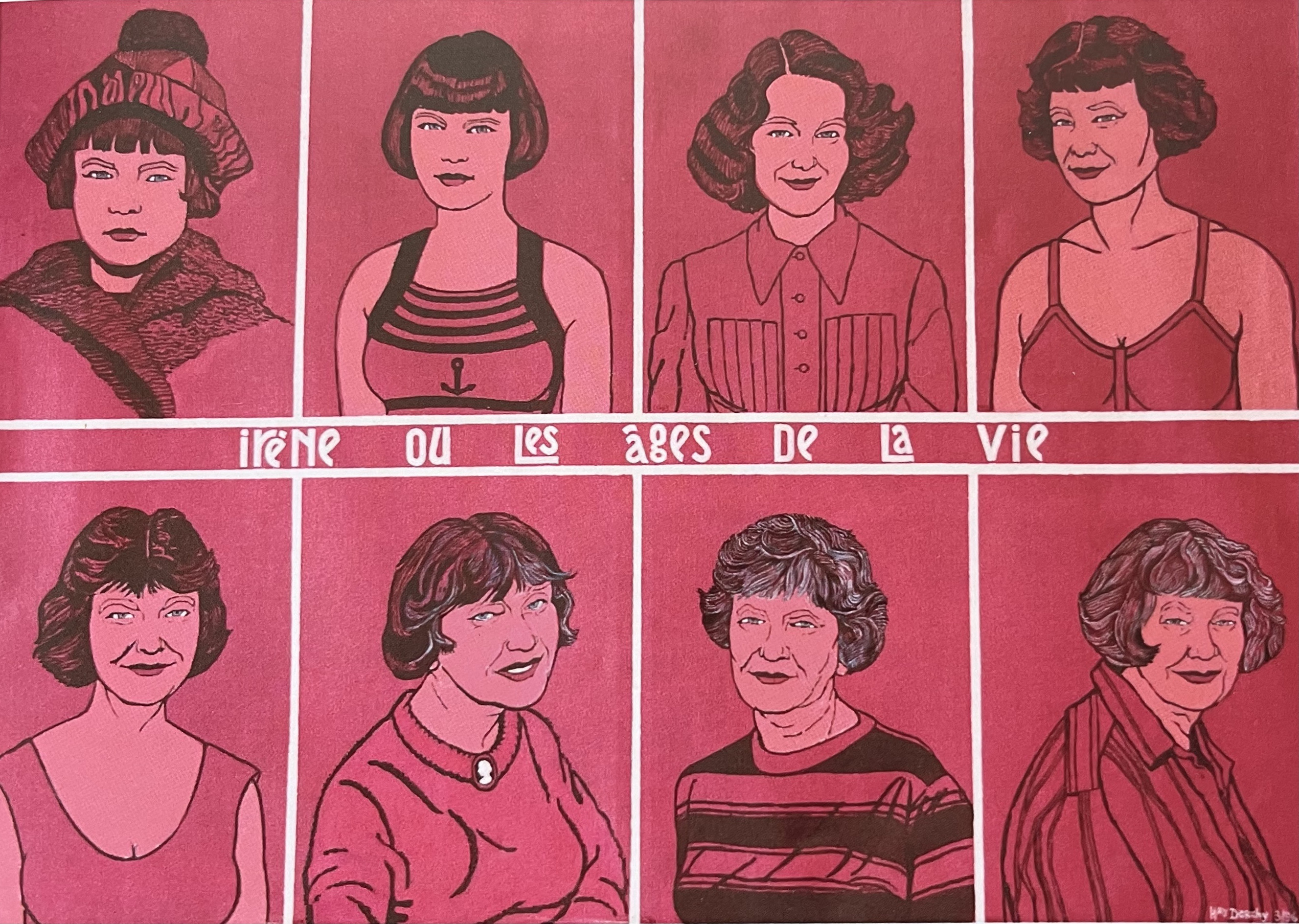
1996. Irène ou les âges de la vie

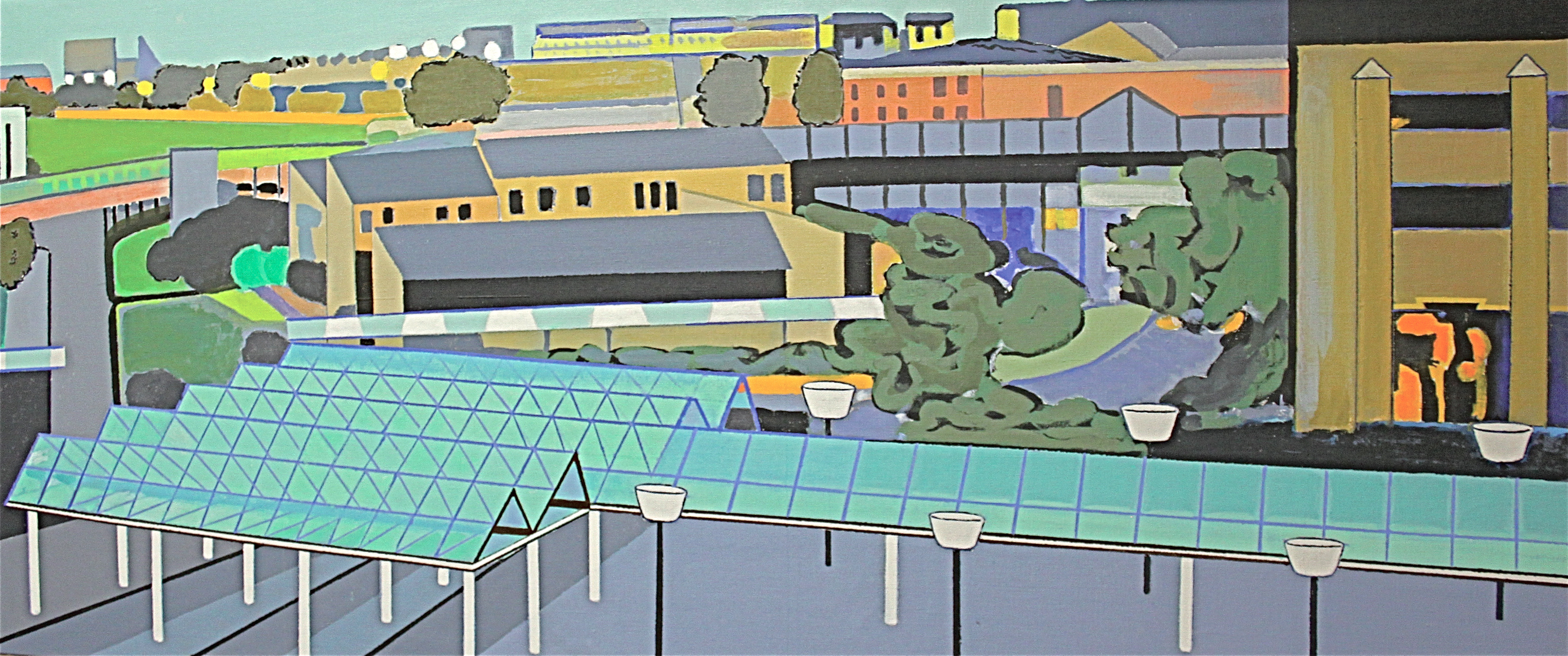
2000. L'hôpital Erasme qui s'éveille, Acrylique sur toile

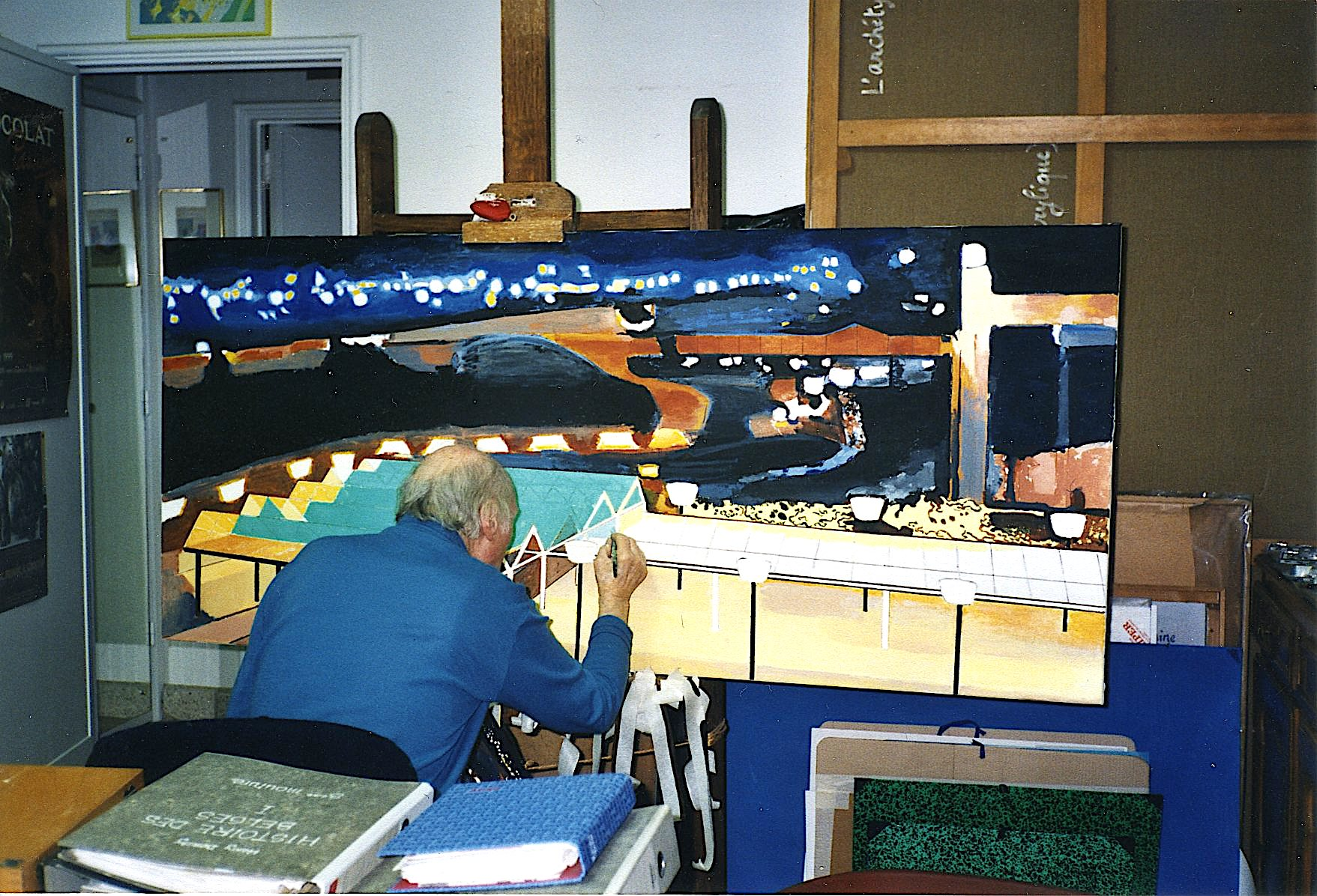
2000 Atelier d'Henry Dorchy qui peint l'hôpital Erasme la nuit

Son parcours de peintre débute à la fin des années 1940 par un style figuratif qui fait des concessions aux personnages et aux objets, mais qui rapidement s'en écarte pour évoluer vers l'abstraction au début des années 1950. 
En 1951 a lieu sa première exposition à la galerie La Sirène, tenue par Richard Lucas où il présente 33 toiles. Il y fait la connaissance de Georges Creten, artiste original soucieux de son indépendance, alors âgé de 64 ans,. Ils resteront amis jusqu'au décès en 1966 de ce grand peintre de la féminité. À partir de 1951, Henry Dorchy tient le Journal d’un curieux historien (non publié, sauf quelques passages), dans lequel il décrit la vie artistique contemporaine avec une verve parfois humoristique, voire grinçante,,.
Lors de la remise des prix Jeune Peinture Belge, Henry Dorchy, deuxième prix en 1953 et 1954, rencontre Louis Van Lint (1909-1986) qui devint un ami très proche. Paul Delvaux (1897-1994) apprécie les nus figuratifs de Dorchy et il y a un échange d'aquarelles,.  
En 1955, Henry Dorchy obtient une bourse d'études et voyage en Italie. Ce pays lui inspire une série de dessins et de tableaux parfois peints au latex « pour rappeler à la fois le sol crayeux de l'Italie et la matière des fresques ». Il y retournera  plusieurs fois. L’abstraction d’Henry Dorchy mêle courbes et lignes en déstructurant le figuratif assumé des titres des tableaux. Il trouve plaisir à détromper les figuratifs de l’époque qui dénoncent la facilité non-figurative.
« J'estime que la peinture figurative est un excellent exercice de préparation à la peinture abstraite et que, justement, l'abstraction pour être valable, doit nécessairement partir du figuratif, du monde sensible, donc de la perception immédiate quitte à la décanter par l'esprit, à lui donner un sens spirituel par après… Et la conclusion de ceci, c'est que la peinture abstraite doit être identifiée, c'est-à-dire qu'en dessous de chaque toile, on puisse lire un titre qui est le point de départ de l'artiste. » (Interview par Paul Hellyn en 1954 ; elle fait partie des collections du Musée de la Parole).
Henry Dorchy développe un processus créatif en perpétuel renouvellement avec des inventions formelles et technologiques et des recherches sur les textures et la lumière.
En 1956, il peint sur verre des compositions 24 × 36 mm destinées à la projection (diapositives). Éléments des spectacles Voix et Images de Paul Hellyn présentés à l'Exposition Universelle de1958, elles illustrent Le Bateau ivre de Rimbaud et La Grande tentation de saint Antoine de Michel de Ghelderode,,.
En 1958 débute la série des papillons peinte, notamment, sur « des supports encollés à la feuille d'or et d'aluminium, avec des vernis gras colorés. Henry Dorchy obtient une espèce de mobilisme de la couleur, car selon la position du spectateur, le ton change, étant tantôt plus clair, tantôt plus foncé. »
À partir de 1962, il réalise des aluchromies. En usine, la peinture est intégrée dans l'aluminium et devient indestructible. Il s'agit encore d'une recherche sur la lumière. Il intégrera des aluchromies — et des résichromies — « avec respect pour l'architecture qui doit les accueillir. » (Gérard de Brigode, architecte). 
En 1966, il est membre fondateur du groupe éphémère G3 avec Louis-Marie Londot et Erwin Mackowiak, trois « hommes à la poursuite d'expressions nouvelles » (Gérard de Brigode), qui organiseront des expositions en France et en Belgique. Dès les années 1960, et jusqu'en 1995, il peint aussi des canevas pour tapis réalisés en laine nouée par sa femme Irène. 
À la fin des années 1960, il quitte l'abstraction pour une nouvelle figuration innovante. Il compose des paysages et des portraits, avec des images multiples.  

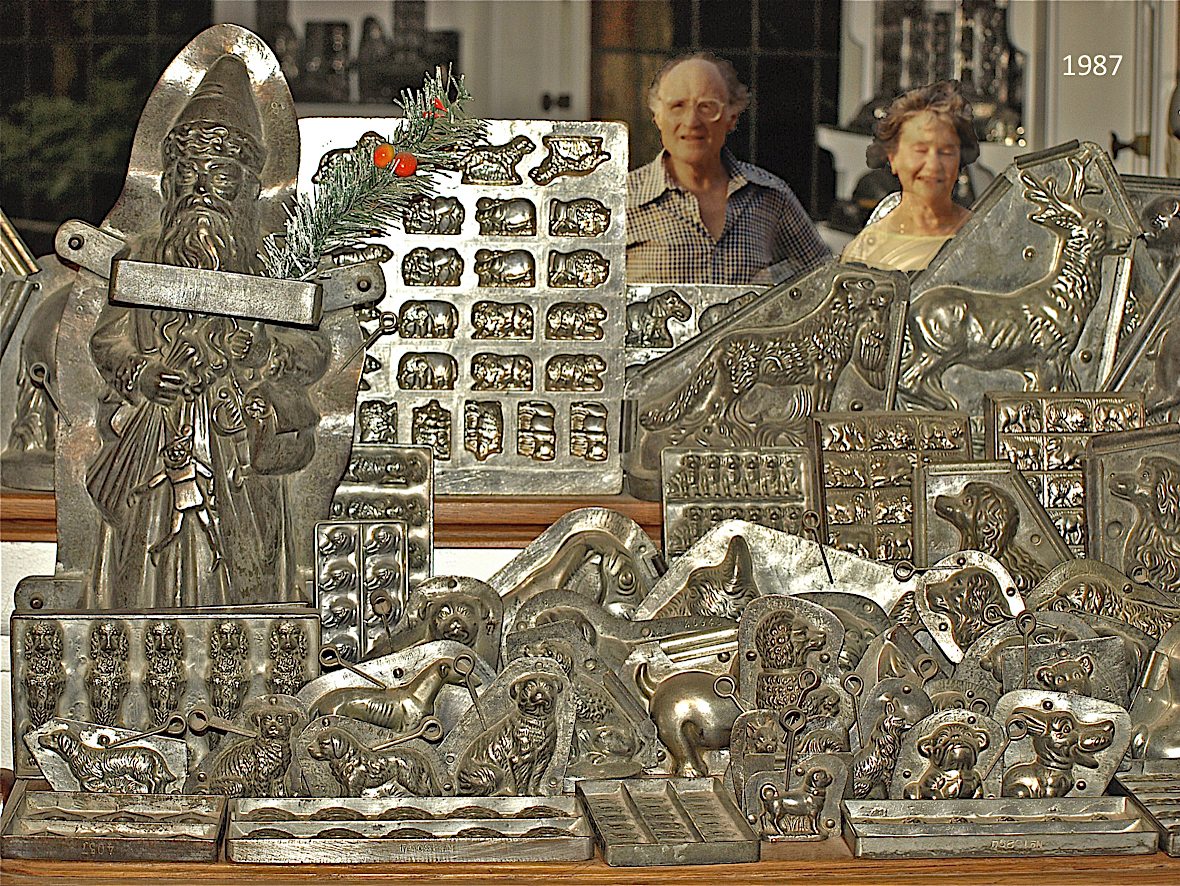
1987. Henry et Irène Dorchy et leur collection de moules à chocolats

Dans les années 1970 et jusqu'en 1992, il crée trois bandes dessinées uniques (non publiées à ce jour, et volées en septembre 2015 dans la maison de l'artiste, avec 40 tableaux ; la plus grande partie de ceux-ci a été retrouvée par la police) dont Les Profanes Écritures selon frère Henri…, et un alphabet érotique en cinq exemplaires.
Henry Dorchy meurt le 29 juin 2002.

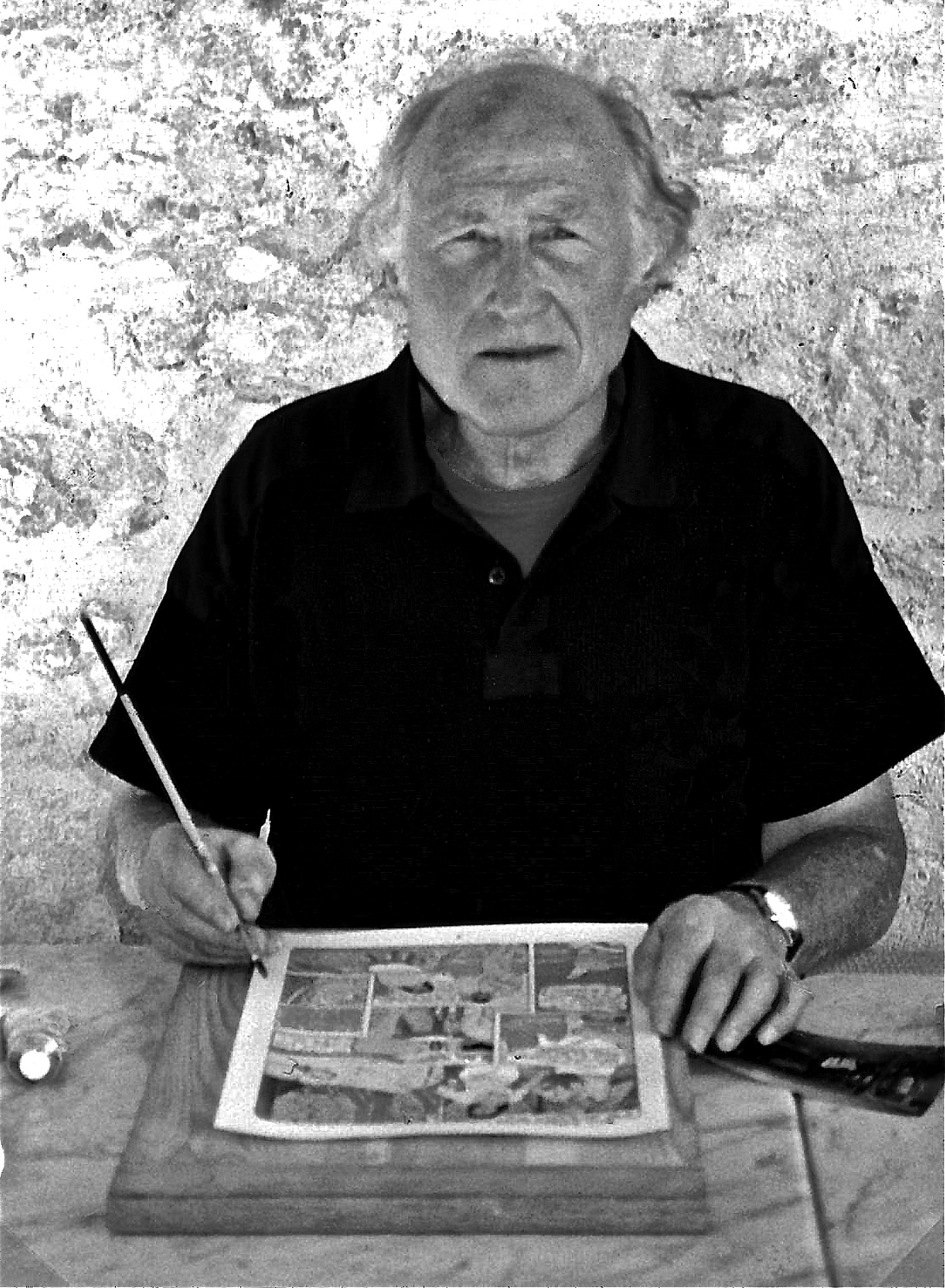
1991. Henry Dorchy aquarellant une de ses BD

Une grande rétrospective de son œuvre a lieu en 2014 au musée de Woluwe-Saint-Lambert (Centre Albert Marinus).

## Expositions

### Expositions personnelles
Elles sont listées dans des catalogues,,.
- 1951 : Bruxelles, Galerie La Sirène, préface de Charles De Mayer
- 1953 : Bruxelles, Galerie La Sirène, préface de Jean Seaux
- 1954 : Bruxelles, Galerie La Sirène, préface de Paul Haesaerts
- 1955 : Bruxelles, Galerie Apollo
- 1956 : Anvers, La CAW
- 1956 : Bruxelles, Galerie Dutilleul
- 1958 : Bruxelles, Palais de Beaux-Arts
- 1958 : Charleroi, Galerie Le Rouge et Le Noir
- 1959 : Deurne, Het Atelier
- 1960 : Bruxelles, Galerie Les Contemporains
- 1961 : Bruxelles, Galerie Géo Michel
- 1962 : Bruxelles, Organe Central pour la Diffusion des Arts de l'Espace
- 1963 : Bruxelles, Palais des Beaux-Arts
- 1964 : Paris, Galerie Mourgue
- 1965 : Bruxelles, Galerie Cardell
- 1965 : Bruxelles, Galerie Aux Bateliers
- 1966 : Ostende, Galerie Nos Peintres
- 1972 : Charleroi, Palais des Beaux-Arts
- 1972 : Devenu réticent par rapport au monde des galeries et des centres d’art, refusant toute compromission, il cesse d’exposer en 1972, mais non de peindre, de plus en plus inventif, jusqu'en 2000. Il met à jour l’Histoire des Belges[2], écrit «Pol Bury et le temps dilaté»[7], et deux ouvrages sur les moules à chocolat avec la double vision de l’artiste et de l’historien[4],[5].

### Dernières expositions personnelles avec catalogues illustrés détaillés
- 2014 : Jean-Paul Heerbrant, Jean-Marc De Pelsemaeker "Le Monde d'Henry Dorchy»[10], avec l’évolution artistique et les collections de moules à chocolat, moules à spéculoos, bouteilles anciennes avec personnages. Service des affaires culturelles de la commune de Woluwe-Saint-Lambert, Centre Albert Marinus, 64 p.
- 2015 : Galerie Patrick Lancz à Bruxelles, 69 p.[14]
- 2017 : Bastien Art à Bruxelles, 48 p. (Vidéo par Alexandre Lardeur. Henry Dorchy, Signes du Temps[11],[15])

### Principales expositions collectives sur 85
Elles sont listées dans des catalogues,,.
- 1952 : Bruxelles, Galerie La Sirène
- 1953 : Anvers, La CAW, Jeune Peinture belge, Fondation René Lust
- 1953 : Bruxelles, Galerie La Sirène, Exposition sur le thème "la sirène"
- 1954 : Bruxelles, Exposition du prix de la critique
- 1954 : Anvers, L'Art contemporain
- 1955 : Bruxelles, Salon d'Art contemporain
- 1956 : Knokke, Exposition du Prix de la Critique belge
- 1957 : Bruxelles, Galerie St. Laurent, Exposition sur la défense du petit format
- 1958 : Bruxelles, Expo 58, Exposition L'Art belge
- 1958 : Charleroi, Palais des Beaux-Arts, L'Art du XXIe siècle
- 1958 : États-Unis, Newark, Exposition d'Art belge
- 1959 : États-Unis, New-York, Exposition d'Art belge, Galerie Albert Landry
- 1959 : Bruges, Salon National des Beaux-Arts
- 1959 : Suite au second lauréat du prix Talens, exposition à Gand, Bruges, Verviers, Hasselt, Tournai, Mons, Liège, Charleroi et Anvers
- 1960 : Charleroi, Palais des Beaux-Arts, Exposition rétrospective 10 ans de la Jeune Peinture belge
- 1960 : Bruxelles, Palais des Beaux-Arts, Œuvres d'Art acquises par l'État
- 1960 : Bruxelles, Gand, Audenarde, Tirlemont, Anvers, exposition du prix Talens
- 1960 : Bruxelles, Musée d'Ixelles, Collection Van Geluwe
- 1960 : Suisse, Biennale internationale de Lugano
- 1962 : Espagne, Madrid, Exposition de la Jeune Peinture belge
- 1962 : Knokke, Exposition 'L'Art la portée de tous' organisée par l'État belge
- 1962 : Italie, Venise, XXXIe biennale
- 1962 : Bruxelles, Exposition Abstraction lyrique - Abstraction construite dans les collections des Musées royaux
- 1963 : Afrique du Sud, exposition d'Art belge contemporain
- 1963 : Ostende, 2e Salon national des métiers d'Art
- 1963 : Bruxelles, Exposition Artisanats et Industries d'Art du Brabant
- 1964 : Danemark, Exposition d'Art belge contemporain
- 1964 : Bruxelles, Palais des Beaux-Arts, exposition des œuvres acquises par l'État belge
- 1964 : Liège, Gand, Artistes abstraits wallons
- 1964 : France, Lyon, Nice, Artistes abstraits wallons
- 1964 : Bruxelles, Ateliers d'Art du Caméléon, Artistes et techniques nouvelles
- 1964 : Bruxelles, Exposition du prix Louis Schmidt
- 1964 : Portugal, Coimbra, Art belge, dessins et tapisseries
- 1965 : Bruxelles, Musée des Beaux-Arts, Espaces de l'Art abstrait
- 1965 : Brésil, Rio de Janeiro, 40 ans d'Art belge
- 1967 : Suisse, Lausanne, Musée cantonal des Beaux-Arts: IIIe Biennale de la Tapisserie
- 1968 : Namur, Amiens, Boulogne-sur-Mer, Amiens, Dunkerke, Groupe G3
- 1971 : Paris, Musée du Louvre, Les Artistes et le bain turc d'Ingres : Picasso, Man Ray, Félix Labisse, Dorchy, Robert Rauschenberg, Martial Raysse
- 1971 : Tournai, Namur, Liège, La Louvière, Sigma 13
- 1972 : Charleroi, 45e Salon du cercle Artistique et littéraire
- 1972 : Cagnes-sur-Mer, Festival International de Peinture
- 1973 : Allemagne, Darmstadt, Exposition d'Art belge
- 1988 : Liège, Palais des Congrès, Abstraction 50, avec Alechinsky, Baugniet, Bertrand, Bonnet, Bury, Delahaut, Lismonde, Van Lint, etc.

## Extraits de presse
Ils sont publiés sur le site du musée Magritte et d'Art Abstrait, dans des catalogues d'exposition,, et dans un livre de Paul Caso.
- « Parmi nos jeunes peintres d'avant-garde, Henry Dorchy est sans doute l'un des rares seuls à avoir compris ce qu'il y avait d'intimité généreuse dans la représentation abstraite, telle que Paul Klee en avait posé le principe. » (Paul Caso, Le Soir, 5 février 1953)
- « Dorchy invente et applique une nouvelle manière de peindre, sorte d'alchimie donnant à la matière cette transparence et cette mouvance qui caractérisent les belles couleurs des papillons exotique. » (Marcel Duchateau, De Niewe Gids, 13 mars 1960)
- « Henry Dorchy est à l'âge où un peintre ne se découvre plus, mais où il s'approfondit. L'espace qu'il cherchait a rencontré, par une de ces coïncidences historiques qui fait la fortune de la pensée et de l'art vivants, la technique dont elle avait besoin (l'aluchromie). Chaque tôle sortie de ses mains est une émission colorée, cinéplastique. On y perçoit une  lumière joignant le brillant du métal à des aplats formidables et violents comme des plages de cobalt ou de soufre. » (Pierre Sterckx, La recherche de la lumière dans l'œuvre de Dorchy, Marginales, Revue des idées et des lettres, no 97, septembre 1964)
- « Henry Dorchy enrichit sans cesse une technique savante et nuancée. Sa ferveur créatrice le porte à essayer des techniques diverses où il imprime sa marque de plus en plus vigoureuse... Il évoque tour à tour des paysages italiens ou des usines panoramiques d'une poésie aiguë, grâce à des raccourcis d'écriture, d'une invention continuelle et mystérieuse. » (Brigitte Goffaux, Le Rappel de Charleroi, 12 décembre 1965)
- « On se réjouira, dans tous les cas, de voir Henry Dorchy à  l'honneur aux cimaises (lors de l’exposition au Palais des Beaux-Arts de Charleroi en 1972). Voici plus de vingt ans que nous avons  la plus vive sympathie pour cet artiste soucieux des matériaux nouveaux et des expressions vivantes. Dans toutes ses entreprises, il n'a cessé d'affirmer, comme Van Lint et Bertrand, la souveraineté du style. Nous aimons Dorchy  l'homme multiple, professeur d'histoire, initiateur dans l'enseignement artistique, écrivain remarquable, précurseur de l'aluchromie et de la résichromie, peintre, dessinateur, décorateur, il a une mobilité d'esprit et une curiosité qui font de sa vie une création permanente... Attentif aux métamorphoses du nouveau réalisme, Dorchy a projeté des images inédites, enrichies par ses expériences d'homme mûr et par ses rêveries de philosophe. » (Paul Caso, Le Soir, 19 octobre 1972)
- « Avec Henry Dorchy, l'invité d'honneur de ce salon (lors de l’exposition au Palais des Beaux-Arts de Charleroi en 1972), l'art pictural nous propose des visions nouvelles de la réalité humaine: Polyportrait, Mission Apollo, Séquence  instamatique... On retrouve dans ces recherches d'expression subjectives les signes de notre Temps ; bandes dessinées du cinéma, vidéo de télévision, négatifs de photographie, etc. Gérard de Brigode, secrétaire du Cercle Artistique de Charleroi, ne tarit point d'éloges : Dorchy nous ouvre les portes de l'espace du FUTUR et du temps SONORE. Nouvelle Figuration précisée, magnifiée, sublimée par la durée ; le temps s'ajoute à l'espace; le son se superpose à l'image. Dans un même espace pictural, des moments différents d'une action se juxtaposent à un paysage ou à un personnage. » (Lucien Defoy, Le Rappel de Charleroi, 20 octobre 1972)
- « Il n’est pas souvent simple d’être artiste, on le sait. Et Henry Dorchy ne fit pas exception à la règle. Il fut sans doute trop erratique dans ses expérimentations, arrivant après la bataille avec des œuvres perçues comme trop « inspirées », voire comme anachroniques ; soit trop cassant, n’ayant pas voulu quand il l’eut fallu arrondir certains angles, notamment ceux d’un caractère qu’on décrit comme volontiers emporté, et se plier aux lois d’un monde de l’art, bien cruel il est vrai, qui toutefois fut en son temps lui reconnaître bien des qualités. Sa postérité n’est pas simple, l’œuvre dans sa globalité apparaissant aujourd’hui comme trop décousu, parfois maladroit, trop intimiste aussi. Et toujours, avec ce « je ne sais quoi » d’imperfection qui, pour le rendre touchant, ne suffit pas cependant à en faire l’artiste accompli qu’il eut voulu être » (Christophe Dosogne, Le monde d’Henry Dorchy, 2014[10])
- « Il y avait là aussi Henry Dorchy (1920), un artiste très cultivé, doué pour la magie des signes et des couleurs dont l'Œuvre ne cessera pas de se maintenir à un haut niveau de qualité poétique. » (Paul Caso, Un siècle de peinture Wallonne de Félicien Rops à Paul Delvaux[16].)

## Musées où figurent des œuvres d'Henry Dorchy
En Belgique et en Grèce,,,.
- Musée d'Art moderne de Bruxelles[17]
- Ville de Charleroi
- Cabinet des estampes de Bruxelles
- Musée d'Ixelles
- Musée de Liège
- Musée René Magritte et Musée d'Art Abstrait, Bruxelles[1]
- Pinacothèque d'Athènes

## Œuvres intégrées à l'architecture
- Woluwe-Saint-Lambert : Groupe scolaire Prince Baudouin (architecte Axel Lemestre). Exécution de 16 colonnes extérieures en aluchromie[11]
- Gilly : Hôtel de Ville (architectes De Brigode, Balériaux et Associés). Verrière en résichromie pour l'escalier d'honneur[11]

## Distinctions et prix
Elles/Ils sont listés dans des catalogues,.
- 1952 : Distinction au prix de la Jeune Peinture Belge ;
- 1953 : 2e prix au prix de la Jeune Peinture Belge ;
- 1953 : 2e prix au prix au concours Hélène Jacquet ;
- 1954 : 2e prix au prix de la Jeune Peinture Belge ;
- 1959 : 2e prix Talens ;
- 1961 : mention au prix Olivetti ;
- 1965 : distinction au prix Olivetti ;
- 1971 : médaille de bronze au prix Europe de Peinture à Ostende ;
- 1972 : prix national de Belgique lors du 4e Festival international de peinture à Cagnes-sur-Mer.

## Rubriques dans deux dictionnaires sur les artistes
- Dictionnaire des peintres belges du XIVe siècle à nos jours[18]
- Dictionnaire des artistes plasticiens de Belgique des XIXe et XXe siècles[19]